# Cortale
Cortale (tiếng Hy Lạp: Kortalos) là một đô thị (comune) the thuộc tỉnh Catanzaro trong vùng Calabria của nước Ý. Đô thị này có diện tích 29 km2, dân số là 2436 người..